# Образовање у Црној Гори
Образовање у Црној Гори уређује Министарство просвете и науке Владе Црне Горе. Почиње у предшколским установама или основним школама. Деца се уписују у основне школе са шест година и основно образовање траје девет година. Иницијатива за мерење људских права сматра да Црна Гора испуњава 89,4% онога што би требало да испуни за право на образовање на основу нивоа прихода у земљи. Узимајући у обзир ниво прихода Црне Горе, нација остварује 89,3% онога што би требало да буде могуће на основу својих ресурса (прихода) за основно образовање и 89,4% за средње образовање.

## Историја
Пре 1868. године у Црној Гори је постојало само неколико основних школа, али су 1868—1875. отворене седамдесет и две нове школе које су похађале око три хиљаде ученика. Основно образовање је постало обавезно и било је бесплатно. На Цетињу су 1869. године отворене Учитељска богословија и Девојачки завод који је био специјализована школа за учитеље основних школа. Године 1875. је отворена пољопривредна школа у новоизграђеном Даниловграду, али је затворена две године касније због рата са Турском. Касније је слична школа отворена у Подгорици 1893. Године 1880. је отворена прва нижа класична гимназија за разреде од петог до осмог. Године 1902. се развила у вишу класичну гимназију за разреде од деветог до дванаестог. Црна Гора је 1899. имала седамдесет и пет јавних и двадесет и шест приватних школа.

## Образовни систем
Образовни систем је униформисан. Школски програм обухвата историју и културу свих етничких група. Наставни језик је црногорски, као и албански у неким основним и средњим школама у којима је значајно присуство Албанаца. Сви ученици до средњих школа су уписани у државне школе које се финансирају из републичког буџета. Министар просвете Црне Горе Сретен Шкулетић је у децембру 2008. рекао да ће следеће години сви школски уџбеници бити штампани на црногорском језику у оквиру образовне реформе која ће укључивати речнике и граматичке књиге.

### Основно образовање
Основно образовање у Црној Гори је бесплатно и обавезно за сву децу од шест до четрнаест година, када похађају деветогодишњу школу (осмогодишњи програм више није у употреби).

### Средње образовање
Средње школе су подељене у три типа, а деца похађају једну у зависности од избора:
- Гимназија траје четири године и нуди опште и широко образовање. Сматра се припремном школом за факултет и самим тим најпрестижнијом.
- Стручне школе трају три или четири године и специјализују ученике у одређеним областима, док и даље нуде релативно широко образовање.
- Занатске школе трају три године без могућности наставка школовања, а специјализоване су за ужа занимања.

### Високо образовање
Институције високог образовања су подељене на факултете нивоа високог образовања и високошколских. Студијски програми на универзитетима и уметничким академијама трају између четири и шест година, са једном годином на два семестра и додељују дипломе за стечено звање. Виша школа траје од две до четири године.

### Постдипломско образовање
Постдипломско образовање се нуди након терцијарног нивоа и обухвата мастер академске студије, докторске студије и специјалистичко образовање.